# Fundação Educacional Dom André Arcoverde
A Fundação Educacional Dom André Arcoverde (FAA) é uma instituição educacional sem fins lucrativos sediada no município de Valença, no interior do estado do Rio de Janeiro.
Foi criada em 29 de março de 1965, a fundação tem peso na educação da região desde então.
Seu nome é uma homenagem a Dom André Arcoverde de Albuquerque Cavalcanti, primeiro bispo diocesano de Valença no período de 1925 a 1936. O projeto foi sancionado pelo prefeito Luiz Gioseffi Januzzi, que mais tarde se tornou o primeiro presidente da FAA de 1967 a 1980.
A Fundação Dom André Arcoverde entrou em funcionamento com a Assembléia Geral de 3 de julho de 1966, como pessoa jurídica de direito privado, sendo uma entidade educativa filantrópica.

## Conselho Curador
- Presidente: Miguel Augusto Pellegrini
- Membro: Edgard Tabet
- Membro: Pedro Mendes de Oliveira Castro
- Membro: Maria Aparecida Monteiro
- Membro: Marcus Vinícius Coelho Pereira
- Suplente: Maria Martha Capobianco Lamarca
- Suplente: Wallace Perotte da Silva Moreira

## Conselho Diretor
- Presidente: Antônio Carlos Dahbar Arbex
- Vice-Presidente: Murilo da Silva Bastos
- Membro: Gilberto Wilson Lima Monteiro
- Membro: Marcos Furtado de Mendonça Oehler
- Membro: Gilberto Ferreira Leite
- Suplente: Pedro Higino Dias Diniz
- Suplente: Cyro Guimarães

Atualmente, a FAA é mantenedora de três importantes instituições para o município de Valença: o Centro Universitário de Valença, o Hospital Escola de Valença e o Arcoverde.

## Centro Universitário de Valença (UNIFAA)
O Centro Universitário de Valença oferece diversos cursos de graduação presencial e à distância, além de diferentes opções de pós-graduação.
O UNIFAA composto por uma estrutura moderna com três campi:Sede, Saúde e Hospital Veterinário Escola, além de um moderno Centro de Simulação Realística.
Com ensino voltado para a prática, onde o aluno se torna protagonista de seu aprendizado, o UNIFAA tem como principal diferencial aulas dinâmicas, práticas, impulsionando assim, os seus estudantes a desenvolver um conhecimento completo e preparado para enfrentar o cenário profissional.

## Colégio Arcoverde
Popularmente conhecido como Colégio São José de Aplicação, o agora Colégio Arcoverde compreende os segmentos de ensino do Infantil I ao Ensino Médio. 
O Colégio possuí uma metodologia baseada no Sistema STEAM que prevê a integração de conhecimentos de Artes, Ciências, Tecnologia, Engenharia e Matemática e está interligada ao Sistema de Ensino Bernoulli, que está totalmente alinhado às Diretrizes da Base Nacional Comum Curricular, além de um programa Bilíngue, pensado para desenvolver e aperfeiçoar a segunda língua de nossos pequenos. 
O Colégio Arcoverde proporciona aos seus alunos um aprendizado integrado com a tecnologia e que possibilita o discente a se tornar protagonista de seu conhecimento, desta forma, a instituição prepara o aluno para o sucesso, desenvolvendo sua autonomia, construção do caráter e transformando-os em pessoas capazes de fazer a mudança no mundo. 